# کازویا موراتا
کازویا موراتا (ژاپنی: 村田 和哉؛ زادهٔ ۷ اکتبر ۱۹۸۸) یک بازیکن فوتبال اهل ژاپن است.
از باشگاه‌هایی که در آن بازی کرده‌است می‌توان به باشگاه فوتبال سرزو اوساکا، باشگاه فوتبال شیمیزو اس-پالس، باشگاه فوتبال کاشیوا ریسول، باشگاه فوتبال آویسپا فوکوئوکا و باشگاه فوتبال رینوفا یاماگوچی اشاره کرد.